# Capi di Stato della Russia
I capi di Stato della Russia avvicendatisi a partire dal 1917 (dissoluzione dell'Impero russo) sono i seguenti.

## Lista

### Repubblica russa
| Nominativo                                        | Nominativo                                        | Nominativo                                        | Partito                                           | Periodo                                           | Periodo                                           |
| Nominativo                                        | Nominativo                                        | Nominativo                                        | Partito                                           | Dal                                               | Al                                                |
| Ministri-presidente del Governo provvisorio russo | Ministri-presidente del Governo provvisorio russo | Ministri-presidente del Governo provvisorio russo | Ministri-presidente del Governo provvisorio russo | Ministri-presidente del Governo provvisorio russo | Ministri-presidente del Governo provvisorio russo |
| ------------------------------------------------- | ------------------------------------------------- | ------------------------------------------------- | ------------------------------------------------- | ------------------------------------------------- | ------------------------------------------------- |
|                                                   |                                                   | Georgij Evgen'evič L'vov                          | Partito Democratico Costituzionale                | 15 marzo 1917                                     | 21 luglio 1917                                    |
|                                                   |                                                   | Aleksandr Fëdorovič Kerenskij                     | Partito Socialista Rivoluzionario                 | 21 luglio 1917                                    | 7 novembre 1917                                   |

### RSFS Russa
| Nominativo                                                    | Nominativo                                          | Nominativo                                          | Partito                                                                     | Periodo                                             | Periodo                                             |
| Nominativo                                                    | Nominativo                                          | Nominativo                                          | Partito                                                                     | Dal                                                 | Al                                                  |
| Presidenti del Comitato esecutivo centrale panrusso           | Presidenti del Comitato esecutivo centrale panrusso | Presidenti del Comitato esecutivo centrale panrusso | Presidenti del Comitato esecutivo centrale panrusso                         | Presidenti del Comitato esecutivo centrale panrusso | Presidenti del Comitato esecutivo centrale panrusso |
| ------------------------------------------------------------- | --------------------------------------------------- | --------------------------------------------------- | --------------------------------------------------------------------------- | --------------------------------------------------- | --------------------------------------------------- |
|                                                               |                                                     | Lev Borisovič Kamenev                               | Partito Operaio Socialdemocratico Russo (bolscevico)                        | 9 novembre 1917                                     | 21 novembre 1917                                    |
|                                                               |                                                     | Jakov Michajlovič Sverdlov                          | Partito Comunista Russo                                                     | 21 novembre 1917                                    | 16 marzo 1919                                       |
|                                                               |                                                     | Michail Fëdorovič Vladimirskij (Ad interim)         | Partito Comunista Russo                                                     | 16 marzo 1919                                       | 30 marzo 1919                                       |
|                                                               |                                                     | Michail Ivanovič Kalinin                            | Partito Comunista Russo                                                     | 30 marzo 1919                                       | 15 luglio 1938                                      |
| Presidenti del Praesidium del Soviet Supremo della RSFS Russa |                                                     |                                                     |                                                                             |                                                     |                                                     |
|                                                               |                                                     | Aleksej Egorovič Badaev                             | Partito Comunista di Tutta l'Unione                                         | 19 luglio 1938                                      | 4 marzo 1944                                        |
|                                                               |                                                     | Nikolaj Michajlovič Švernik                         | Partito Comunista di Tutta l'Unione                                         | 4 marzo 1944                                        | 25 giugno 1946                                      |
|                                                               |                                                     | Ivan Alekseevič Vlasov                              | Partito Comunista di Tutta l'Unione                                         | 25 giugno 1946                                      | 7 luglio 1950                                       |
|                                                               |                                                     | Michail Petrovič Tarasov                            | Partito Comunista di Tutta l'Unione Partito Comunista dell'Unione Sovietica | 7 luglio 1950                                       | 16 aprile 1959                                      |
|                                                               |                                                     | Nikolaj Grigor'evič Ignatov                         | Partito Comunista dell'Unione Sovietica                                     | 16 aprile 1959                                      | 26 novembre 1959                                    |
|                                                               |                                                     | Nikolai Nikolaevič Organov                          | Partito Comunista dell'Unione Sovietica                                     | 26 novembre 1959                                    | 20 dicembre 1962                                    |
|                                                               |                                                     | Nikolaj Grigor'evič Ignatov                         | Partito Comunista dell'Unione Sovietica                                     | 20 dicembre 1962                                    | 14 novembre 1966                                    |
|                                                               |                                                     | Pëtr Petrovič S'isoev                               | Partito Comunista dell'Unione Sovietica                                     | 14 novembre 1966                                    | 23 dicembre 1966                                    |
|                                                               |                                                     | Michail Alekseevič Jasnov                           | Partito Comunista dell'Unione Sovietica                                     | 23 dicembre 1966                                    | 26 marzo 1985                                       |
|                                                               |                                                     | Vladimir Pavlovič Orlov                             | Partito Comunista dell'Unione Sovietica                                     | 26 marzo 1985                                       | 3 ottobre 1988                                      |
|                                                               | -                                                   | Vitalij Ivanovič Vorotnikov                         | Partito Comunista dell'Unione Sovietica                                     | 3 ottobre 1988                                      | 29 maggio 1990                                      |
| Presidenti del Soviet Supremo della RSFS Russa                |                                                     |                                                     |                                                                             |                                                     |                                                     |
|                                                               |                                                     | Boris Nikolaevič El'cin                             | Indipendente                                                                | 29 maggio 1990                                      | 10 luglio 1991                                      |
| 10 luglio 1991                                                | 25 dicembre 1991                                    | Boris Nikolaevič El'cin                             | Indipendente                                                                |                                                     |                                                     |

1. ↑  Ivan Alekseevič Vlasov ad interim dal 9 aprile 1943

### Federazione Russa
| Nominativo          | Nominativo       | Nominativo              | Partito          | Periodo          | Periodo          | Elezione      |
| Nominativo          | Nominativo       | Nominativo              | Partito          | Dal              | Al               | Elezione      |
| ------------------- | ---------------- | ----------------------- | ---------------- | ---------------- | ---------------- | ------------- |
|                     |                  | Boris Nikolaevič El'cin | Indipendente     | 25 dicembre 1991 | 9 agosto 1996    | (1991)        |
| 9 agosto 1996       | 31 dicembre 1999 | Boris Nikolaevič El'cin | Indipendente     | 1996             |                  |               |
|                     |                  | Vladimir Putin          | Unità            | 1996             | 31 dicembre 1999 | 7 maggio 2000 |
| Unità, Russia Unita | 7 maggio 2000    | Vladimir Putin          | 7 maggio 2004    | 2000             |                  |               |
| Russia Unita        | 7 maggio 2004    | Vladimir Putin          | 7 maggio 2008    | 2004             |                  |               |
| Russia Unita        |                  |                         | Dmitrij Medvedev | 7 maggio 2008    | 7 maggio 2012    | 2008          |
| Russia Unita        |                  |                         | Vladimir Putin   | 7 maggio 2012    | 7 maggio 2018    | 2012          |
| Russia Unita        | 7 maggio 2018    | in carica               | Vladimir Putin   | 2018             |                  |               |